# Bougousso
Bougousso è una città e sottoprefettura della Costa d'Avorio appartenente al dipartimento di Odienné. Conta una popolazione di 6 722 abitanti (censimento 2014).